# 戈京卡河
霍登卡河（烏克蘭語：Годинка），是烏克蘭北部的河流，屬於捷捷列夫河的左支流。該河處於日托米爾州的日托米爾區，流經戈季哈，河道全長10.7公里。